# Bard

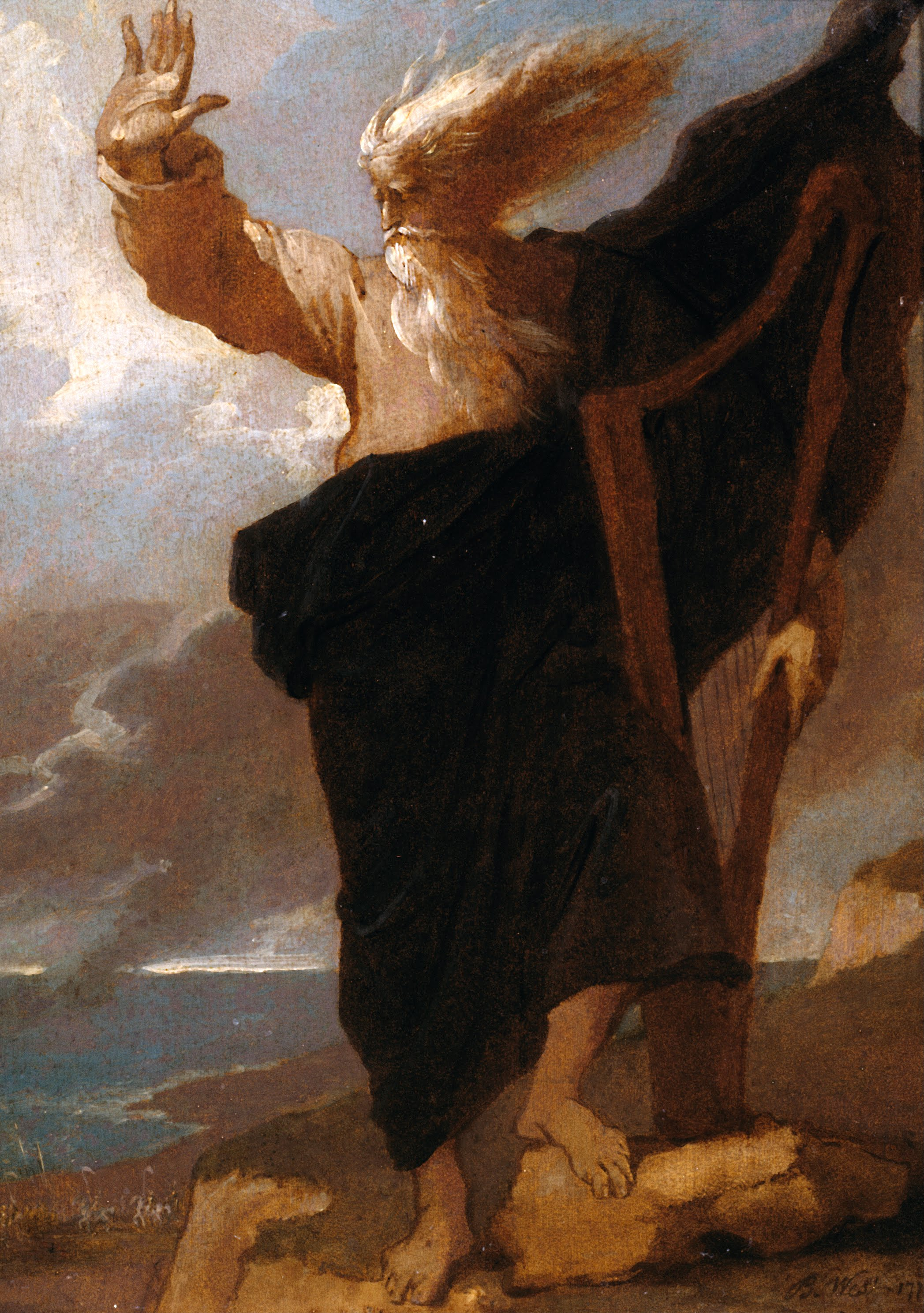
Benjamin West, Bard, 1778

Bardové byli v keltské společnosti třídou pěvců a básníků spjatých s předkřesťanským náboženstvím, přeneseně se pak jako bard označuje jakýkoliv pěvec či básník v pozdější dobách a to i mimo keltské prostředí.
Podle římského geografa Strabóna z 1. století byli skladateli a pěvci posvátných hymnů a společně s ovaty a druidy patřili k nejrespektovanějším lidem galské společnosti. Taktéž z 1. století pochází zmínka římského básníka Lukána o tom, že bardové byli básníky a pěvci Galie a Británie. V Galii později instituce bardů zanikla, ale zachovala se ve Walesu a Irsku, především v souvislosti s tvorbou chvalozpěvů. Ve Walesu 10. století se bardský řád dělil do několika stupňů a přes svůj úpadek na konci středověku se tradice zachovala v rámci výročních slavnosti eisteddfod až do moderní doby. Až do 18. století byla bardská tradice živá také v Irsku a Skotsku.
S bardy lze srovnat další středověké pěvce a básníky jako jsou minstrelové a trubadúři, nebo pěvce lidové epiky jako jihoslovanští guslarové, pěvci ruských bylin, finské Kalevaly, i západoafrické grioty nebo pěvce mongolských eposů.